# Kościół Trójcy Przenajświętszej w Zaklikowie
Kościół Trójcy Przenajświętszej w Zaklikowie – rzymskokatolicki kościół parafialny znajdujący się w Zaklikowie, w powiecie stalowowolskim, w województwie podkarpackim. Należy do dekanatu Zaklików diecezji sandomierskiej. Kościół  jest główną świątynią parafii w Zaklikowie. 

## Historia
Parafia św. Anny w Zaklikowie została erygowana przez biskupa krakowskiego Piotra Tylickiego w dniu 5 września 1608 roku na życzenie Anny z Leszczów Gniewoszowej, wdowy po Marcinie Gniewoszu. Dzięki jej staraniom został wzniesiony nowy murowany kościół reprezentujący styl barokowy, pod wezwaniem Trójcy Przenajświętszej jako pokuta za grzech przejścia na kalwinizm małżonka. Świątynia została przebudowana w XVIII stuleciu i w końcu XIX wieku. 

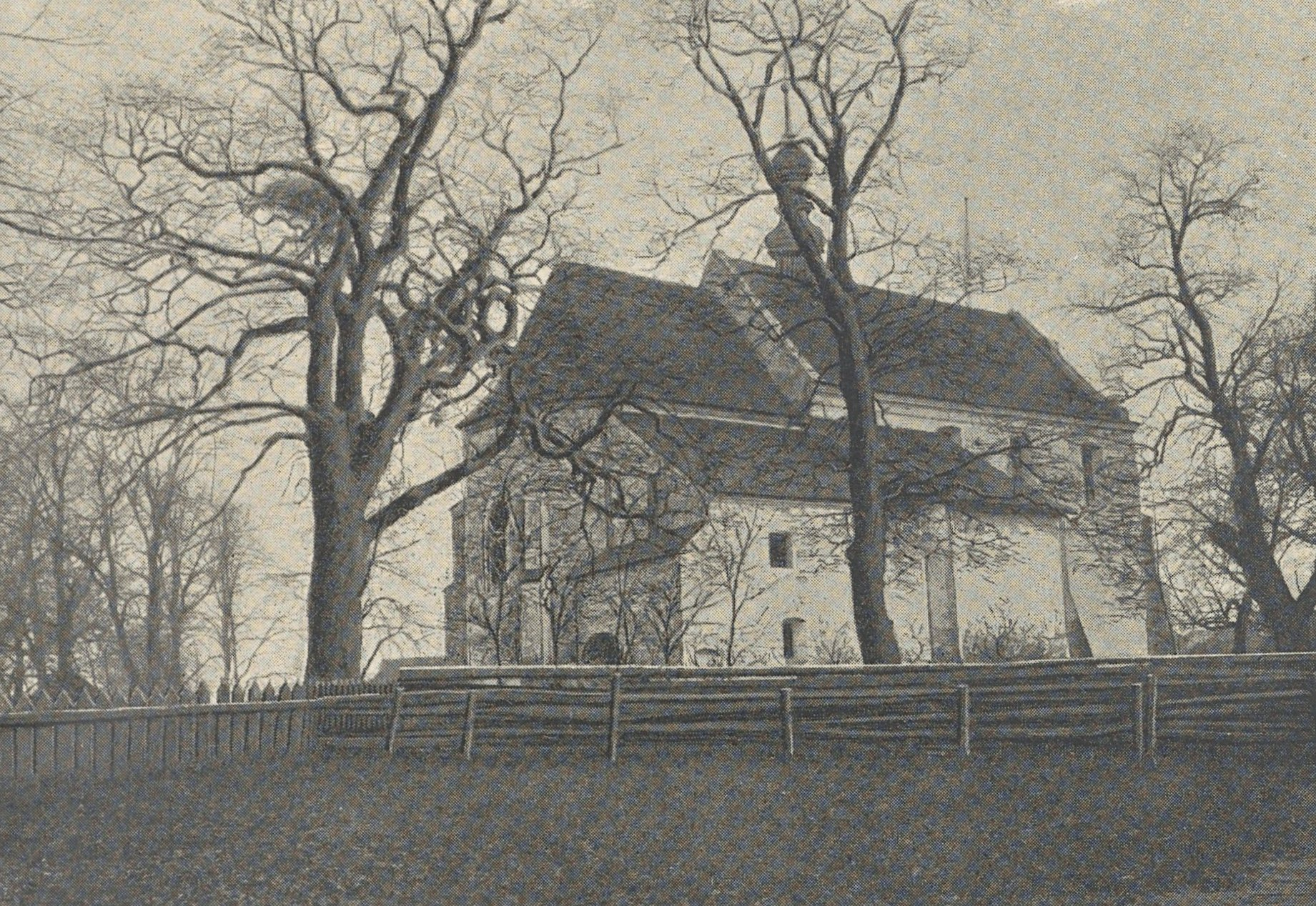
Widok kościoła przed 1908
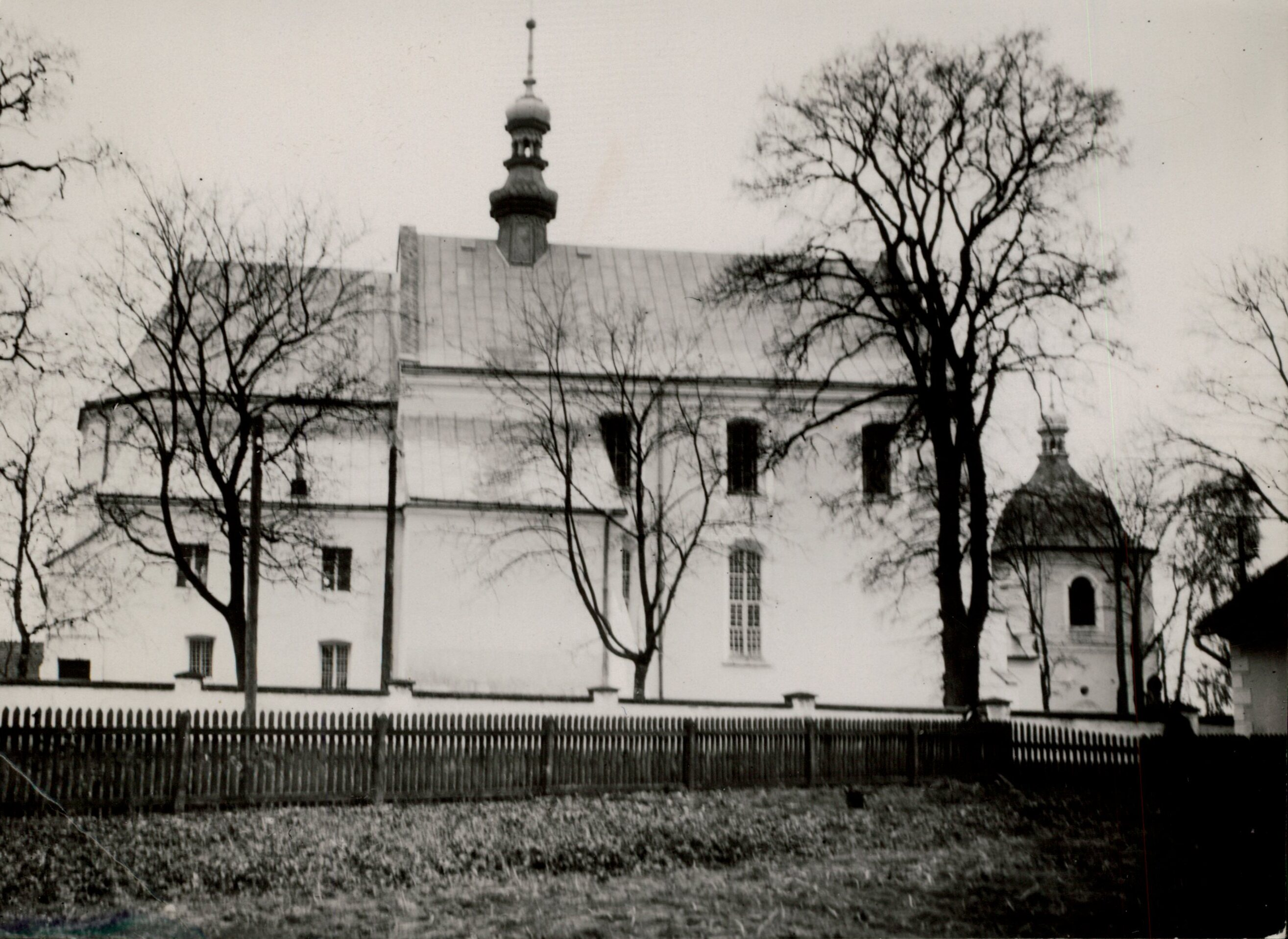
Kościół przed 1939

## Architektura i wyposażenie
Jest to budowla murowana z cegły, otynkowana, z jedną nawą, przy prezbiterium jest umieszczona zakrystia z pomieszczeniem dwuizbowym na piętrze. Przy nawie znajdują się dwie kaplice wzniesione w czasie przebudowy w XVIII i XIX stuleciu. Nad nawą jest umieszczona wieżyczka z sygnaturką. W ołtarzu głównym znajdują się zasuwane obrazy: Trójcy Przenajświętszej, Jezusa Ukrzyżowanego, Matki Boskiej Częstochowskiej. W 5 ołtarzach bocznych są umieszczone obrazy: św. Anny Samotrzeć, św. Bartłomieja, Serca Jezusa, Matki Bożej Niepokalanie Poczętej i św. Józefa.